# Jaroslav Bílek
Jaroslav Bílek, né le 16 mars 1971 à Vimperk, Tchécoslovaquie est un coureur cycliste tchèque. Il est le vainqueur de la Course de la Paix 1993.

## Biographie
Comme de nombreux coureurs de l'Est européen, Jaroslav Bílek a pour terrain d'action privilégié la Course de la Paix. C'est tout d'abord à la course réservée aux juniors qu'il participe en 1988. En 1992 il est sélectionné pour les Jeux olympiques où il dispute l'épreuve des 100 km contre la montre en équipe avec l'équipe de la Tchécoslovaquie. L'année suivante il prend part à sa première Course de la Paix, au sein de l'équipe de la République tchèque. Sans remporter d'étapes il triomphe dans une course dont l'appellation est controversée. Passé professionnel en 1996, il le reste jusqu'en 2001. Son principal succès dans cette catégorie est une victoire au Tour de Bohême en 1999.

## Équipes
- 1996 : Tico Prag
- 2000 : Wüstenrot ZVVZ

## Palmarès

### Palmarès année par année
- 1990
  - 2e du Tour de Bulgarie
- 1992
  - Tour de Lidice
  - 3e du championnat de Tchécoslovaquie sur route
  - 8e du 100 km contre la montre par équipes aux Jeux olympiques de Barcelone (avec František Trkal, Pavel Padrnos et Miroslav Liptak)
- 1993
  - Course de la Paix
  - Tour de Lidice :
    - Classement général
    - 2e étape
- 1994
  - Tour de Lidice :
    - Classement général
    - 2e étape
- 1995
  - 3e du championnat de République tchèque sur route
- 1998
  - 5e étape de l'Herald Sun Tour
  - 2e du Tour du Japon
  - 3e de l'Herald Sun Tour
- 1999
  - Tour de Bohême[4]

### Palmarès sur la course de la Paix
- 1993 : vainqueur du classement général et du grand Prix de la montagne
- 1994 : 5e, vainqueur du grand Prix de la montagne
- 1996 : 19e, vainqueur du grand Prix de la montagne
- 1997 : 42e
- 1999 : 13e
- 2000 : 68e
- 2001 : abandon